# Fenichelia latipilosa
Fenichelia latipilosa är en kvalsterart som beskrevs av Sandór Mahunka 1982. Fenichelia latipilosa ingår i släktet Fenichelia och familjen Micreremidae. Inga underarter finns listade i Catalogue of Life.